# 大藏 (世田谷區)
大藏（日语：／ Ōkura */?）是東京都世田谷區的地名。已實施住居表示。現行行政地名為大藏一丁目至六丁目。2013年9月1日為止的人口有8,507人。郵遞區號157-0074。

## 地理
位於東京都世田谷區西南部，屬砧地域。東與上用賀之間以環八通為界，南鄰鎌田、岡本、砧公園，西接喜多見、宇奈根，北連砧、成城。世田谷通沿線可見商店。砧公園周邊有世田谷總合運動場與國立成育醫療研究中心等大型設施。
一丁目位於砧公園、世田谷通（舊道）、東京都道311號環狀八號線之間，主要為住宅地。二丁目有國立成育醫療研究中心。三丁目介於仙川與國立成育醫療研究中心之間，大部分為住宅公社大藏住宅。四丁目大部分為世田谷總合運動公園與Wel Sunpia東京（ウェルサンピア東京），居住人口僅146人（2013年9月1日）。五丁目與六丁目是野川與仙川間的住宅區，東名高速道路北側為五丁目，南側是六丁目。

### 河川
- 仙川
- 野川

## 歷史
1240年（仁治元年）安達景盛次男兼周拜領石井鄉，改名石井氏，其家族沿續至今。1490年（延德2年），在永享之亂逃離鎌倉的二階堂盛秀之子秀高（清仙上人）於此地創建永安寺（源自同樣名為大藏的鎌倉大藏谷永安寺）。16世紀，此地為吉良賴康領地，1557年（弘治3年）轉予大平氏。1633年（寛永10年）成為彦根藩領地。
1889年（明治22年），為砧村大字。1936年（昭和11年）世田谷區成立，為大藏町。1971年（昭和46年）實施住居表示。
本地著名農作物是大藏大根。1953年（昭和28年），石井泰次郎改良江戶時代豐多摩郡的「源內つまり大根」後，旋即種植在區內各地。1974年（昭和49年）左右被青首大根所取代，一度消失，1997年（平成9年）再次成為本地作物。

### 地名由來
根據《江戶名所圖會》，延曆時期因武藏國守兼大藏卿石川豐人居住於此而得名。

## 交通

### 鐵路
本地沒有鐵路車站，地區東部可利用小田急小田原線祖師谷大藏站，西部可利用成城學園前站。

### 道路
- 東名高速道路
- 東京都道311號環狀八號線
- 東京都道、神奈川縣道3號世田谷町田線（世田谷通）
- 東京都道428號高圓寺砧淨水場線（荒玉道路）
- 東京都道11號大田調布線（多摩堤通）

## 設施
- 東京都中央批發市場世田谷市場
- 東京都世田谷清掃工場
- 國立成育醫療研究中心
- 目黑星美學園中學校、高等學校
- Wel Sunpia東京（ウェルサンピア東京）
- 妙法寺
- 世田谷總合運動場（大藏運動公園）
- 住宅公社大藏住宅

## 備註
1. 1 2  .   [2013-10-03]. （原始内容存档于2014-07-19）.

## 外部連結
- 世田谷區